# Перший Інвестиційний Банк
АТ Перший Інвестиційний Банк (також PINBank) — український комерційний банк, за класифікацією НБУ належить до групи банків з приватним капіталом. Повне найменування — Акціонерне товариство «Перший Інвестиційний Банк». Головний офіс знаходиться за адресою м. Київ, Галицька площа, 1.
Банк заснований рішенням установчих зборів від 27 травня 1997 року, зареєстрований у Національному банку України 20 червня 1997 року. Банк — учасник Фонду гарантування вкладів фізичних осіб, свідоцтво від 08.11.2012 № 27.
Мережа банку складається з 30 відокремлених підрозділів (включаючи головний офіс) в 11 регіонах України. Позиціонує себе, як універсальний банк. За розміром активів станом на 1 листопада 2020 року займав 50 місце серед усіх 74 банків України. Мажоритарним власником банку станом на початок 2020 року був громадянин Російської Федерації — Євгеній Гінер.

## Історія
- 1997 — здійснено реєстрацію, як акціонерного банку зі статутним капіталом 2,21 млн грн. Банк отримав ліцензію НБУ на право здійснення банківських операцій.
- 1998 — член Міжнародної платіжної системи SWIFT (представник в Україні компанія ProFIX), Член Української Міжбанківської Валютної Біржі[6] , Член Професійної Асоціації Реєстраторів і Депозитаріїв. Емісія акцій та збільшення статутного капіталу до 3,159 млн грн.
- 1999  — емісія акцій та збільшення статутного капіталу до 15 900 млн грн.
- 2000  — учасник Фонду гарантування вкладів фізичних осіб[7].
- 2001 — отримано дозвіл НБУ на внесення грошових коштів у статутні фонди інших юридичних осіб.
- 2002 — асоційований член платіжної системи VISA International та афілійований член MasterCard Europe MasterCard International. Член Асоціації Українських Банків та Асоціації Український Кредитно-Банківський Союз. Емісія акцій та збільшення статутного капіталу до 28 613 млн грн.
- 2003 — реорганізація у відкрите акціонерне товариство.
- 2004 рік — емісія акцій та збільшення статутного капіталу до 68 613 млн грн.
- 2005 рік — один із засновників ТОВ «Перше Всеукраїнське Бюро Кредитних Історій»[8], створене при Асоціації Українських банків. Член Асоціації «Фондова біржа ПФТС».
- 2006 — отримано дозвіл НБУ на ведення депозитарної діяльності зберігача цінних паперів. Член Національної Системи Масових Електронних Платежів[9]. Член Української Національної Іпотечної Асоціації[10]. Емісія акцій та збільшення статутного капіталу до 149 999 млн грн.
- 2007 — член Української міжбанківської асоціації членів платіжних систем «ЕМА»[11]. Підписка на акції в сумі 50 000 млн гривень. Рішення про початок ребрендінгу.
- 2008 — отримано дозвіл від міжнародної платіжної системи VISA International на емісію преміальних платіжних карт Visa Platinum. Початок роботи Контакт-центру. Початок процесу сертифікації бізнес процесів за стандартом ISO 9001:2008. Збільшення статутного капіталу до 200 млн грн. Відкриття представництв у містах Дніпропетровськ та Запоріжжя.
- 2009 — зміна найменування, згідно із законодавчими вимогами, на Публічне Акціонерне товариство «Перший Інвестиційний Банк». Відкриття відділень в містах Полтава та Миколаїв.
- 2010 — емісія акцій і збільшення статутного капіталу до 230 млн грн.
- Квітень 2011 — заснування дочірнього підприємства — ТОВ «Глобальна платіжна мережа».
- 2019  — банк отримав підвищення кредитного рейтингу, що присвоюється кредитним агентством IBI-Рейтинг, з uaA до рівня uaAA з прогнозом «стабільний»[12].

На початку 2020 року Національний банк України погодив кандидатуру Золотька Дмитра Яковича на посаду Голови Правління банку, призначеного Наглядовою радою банку 16 грудня 2019 року. До свого призначення, впродовж останніх 5 років Дмитро Золотько був радником глави правління Укргазбанку, казначеєм — заступником голови правління українського Сбербанку.

### Націоналізація
Влітку 2023 року, ДБР викрило десятки компаній, афілійованих з російськими власниками, діяльність яких підпадала під дію пункту 11 частини першої статті 4 Закону України «Про санкції». Серед кінцевих бенефіціарів цих комерційних структур знаходилися одіозні російські олігархи. Зокрема 88,89 % акцій АТ «Перший інвестиційний банк» належали Євгенію Гінеру. Вищий антикорупційний суд України за матеріалами ДБР розглянув та прийняв низку рішень про застосування санкцій до комерційних структур та їх власників. В результаті, у власність держави України націоналізовано активи представників олігархату країни-агресора, у тому числі й АТ «Перший інвестиційний банк». Внаслідок цього до державного бюджету надійшли активи на мільярди гривень.
13 липня 2023 року, перша заступниця голови НБУ Катерина Рожкова в інтерв'ю «Економічній правді» повідомила, що у Національному банку вважають можливою ліквідацію націоналізованого Першого інвестиційного банку (PIN Bank).
24 січня 2024 року конфіскований PINbank перейшов у власність держави.
28 січня 2025 року пресслужба Міністерства розвитку громад та територій України  повідомила, що Кабінет Міністрів України передав акції АТ «Перший Інвестиційний Банк» (Pinbank) — АТ «Укрпошта» для створення поштового банку, який забезпечить доступ до фінансових послуг для понад 30 % українців, зокрема у прифронтових, деокупованих та віддалених районах. «Укрпошта Банк» буде здійснюватиме свою діяльність на основі спеціальної обмеженої банківської ліцензії.

## Керівництво
- Золотько  Дмитро Якович — Голова Правління (з 27.01.2020 року);
- Колесник Ірина Вікторівна — заступник Голови Правління;
- Снітко Матвій Григорович — заступник Голови Правління;
- Оначенко Сергій Володимирович — Директор дирекції з трансакційного бізнесу[19].

## Показники діяльності
Основні показники (станом на 01.01.2020):
- Статутний капітал: 285,200 млн грн.
- Активи: 1 837,3 млн грн.
- Власний капітал: 350,7 млн грн.
- Чистий прибуток: 56,58 млн грн.

## Участь в організаціях
Фінансові організації:
- Фонд гарантування вкладів фізичних осіб
- Перше всеукраїнське бюро кредитних історій[20]

Платіжні системи:
- MasterCard International
- VISA International
- Національна платіжна система «Простір»
- Міжнародна платіжна система SWIFT
- система грошових переказів Western Union
- система грошових переказів MoneyGram

Асоціації:
- Асоціація українських банків
- Професійна Асоціація Реєстраторів та Депозитаріїв (ПАРД)
- Українська міжбанківська Асоціація членів платіжних систем «ЕМА».

Входить до банкоматної мережі «Радіус».